# Danepteryx barbarae
Danepteryx barbarae är en insektsart som beskrevs av George Willis Kirkaldy 1908. Danepteryx barbarae ingår i släktet Danepteryx och familjen sköldstritar. Inga underarter finns listade i Catalogue of Life.